# Barri Magó
El barri de Magó (quartier Magon) és un barri de Cartago a la vora de la mar on es troben diverses restes antigues. La zona fou ocupada pels púnics a tot tardar al segle v aC, amb l'estructuració d'un barri de Cartago de traçat regular protegit per un mur, i amb un port. Més tard, al llarg del segle iii aC, el barri fou modificat i les cases més petites van ser eliminades i el seu lloc ocupat per cases més gran amb pati interior amb columnes i planta i sols pavimentats amb peces policromades; l'aprovisionament d'aigua estava garantits per l'existència d'alguns pous i unes cisternes. Aquest barri fou destruït pels romans quan van destruir la ciutat el 146 aC, però més d'un segle més tard hi fou refundada una nova ciutat romana i van conservar l'estructura regular de l'anterior ciutat. El barri forma avui un parc arqueològic marítim que es pot visitar.